# Sofistica

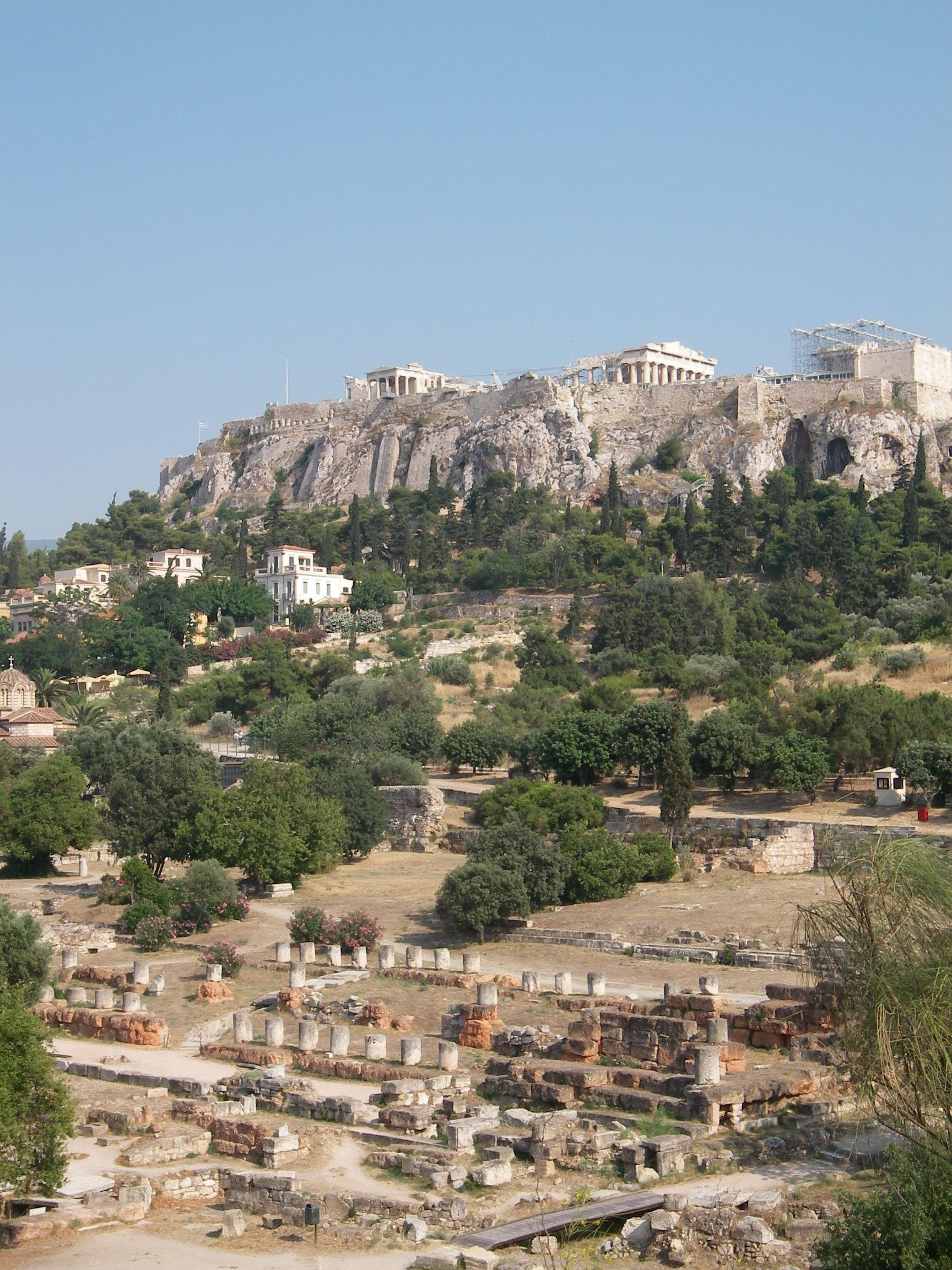
L'Acropoli e l'agorà di Atene: qui fiorì la sofistica

La sofistica (in greco antico: σοφιστική τέχνη?, sofistikḗ téchnē) è stata una corrente filosofica sviluppatasi nell'antica Grecia, ad Atene in particolare, a partire dalla seconda metà del V secolo a.C., la quale, in polemica con la scuola eleatica e avvalendosi del metodo dialettico di Zenone di Elea, pose al centro della propria riflessione l'uomo e le problematiche relative alla morale e alla vita sociale e politica. Non si trattò di una vera e propria scuola né di un movimento omogeneo, ma fu estremamente variegata al suo interno: i suoi esponenti (detti appunto sofisti), seppur accomunati dalla professione di «maestro di virtù», si interessarono di vari ambiti del sapere, giungendo ognuno a conclusioni differenti e a volte tra loro contrastanti.
I sofisti rinunciarono alla vastità delle congetture cosmologiche dei filosofi naturalisti, concentrandosi sulla soggettività dell'uomo, sulla legittimità delle opinioni e il valore dei fenomeni. L'approccio dei sofisti era quindi orientato all'individualismo e al relativismo, alla critica dei valori tradizionali, al razionalismo. I contemporanei avvertirono in queste posizioni il rischio di derive ateistiche e di corruzione dei costumi. Certa storiografia moderna ha invece evocato l'idea di un illuminismo greco.

## Etimologia
Anticamente il termine σοφιστής (sophistés, sapiente) era sinonimo di σοφός (sophòs, saggio) e si riferiva ad un uomo esperto conoscitore di tecniche particolari e dotato di un'ampia cultura. A partire dal V secolo, invece, si chiamarono «sofisti» quegli intellettuali che facevano professione di sapienza e la insegnavano dietro compenso: quest'ultimo fatto, che alla mentalità del tempo appariva scandaloso, portò a giudicare negativamente questa corrente. Nell'antichità, il termine era spesso posto in antitesi con la parola «filosofia», intesa come ricerca del sapere, che presuppone socraticamente il fatto di non possedere alcun sapere. I sofisti vennero ritenuti falsi sapienti, interessati al successo e ai soldi, più che alla verità. Il termine mantiene anche nel linguaggio corrente un carattere negativo: con «sofismi» si intendono discorsi ingannevoli basati sulla semplice forza retorica delle argomentazioni. Solo a partire dal XIX secolo la sofistica è stata rivalutata, e oggi è riconosciuta come un momento fondamentale della filosofia antica.

## Contesto storico-culturale

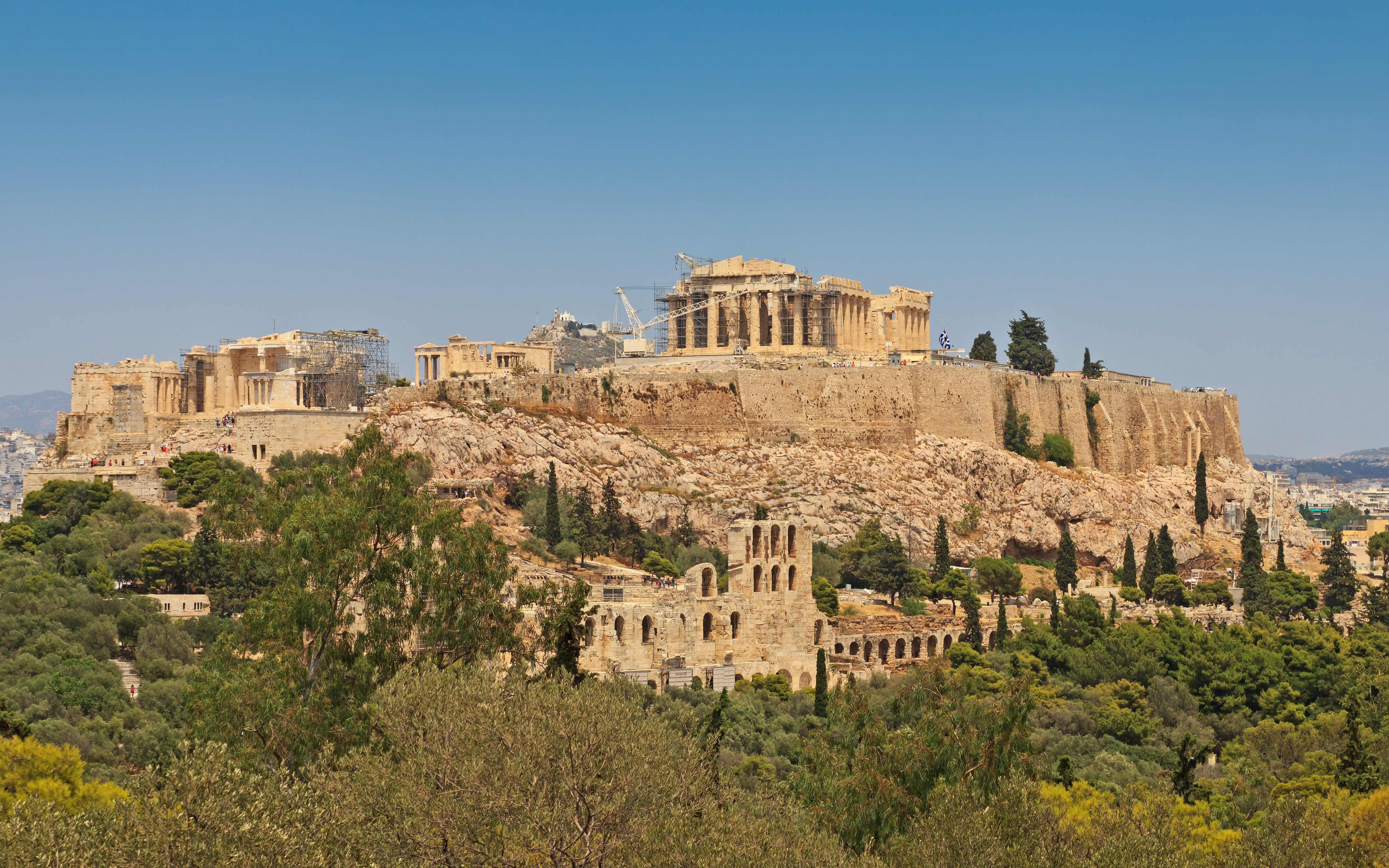
Veduta dell’Acropoli di Atene

Lo sviluppo della sofistica ad Atene è legato a un insieme di fattori culturali, economici e politico-sociali. Con la sconfitta dei Persiani a Salamina nel 480 a.C. le poleis greche affermarono la propria autonomia, e la loro potenza si ampliò progressivamente nel corso dei successivi cinquant'anni di pace (la cosiddetta Pentecontaetia). In particolare, a primeggiare su tutte furono le città rivali, ovvero Sparta e Atene: la prima espanse la propria influenza su quasi tutto il Peloponneso attraverso un'ampia rete di alleanze, mentre Atene, membro di primo piano della Lega delio-attica, con l'avvento di Pericle finì con l'assumerne il comando. Con il potere politico ed economico crebbe però anche l'ostilità tra le due città, e il desiderio di supremazia sull'intera Grecia portò al disastro della Guerra del Peloponneso (431-404 a.C.).

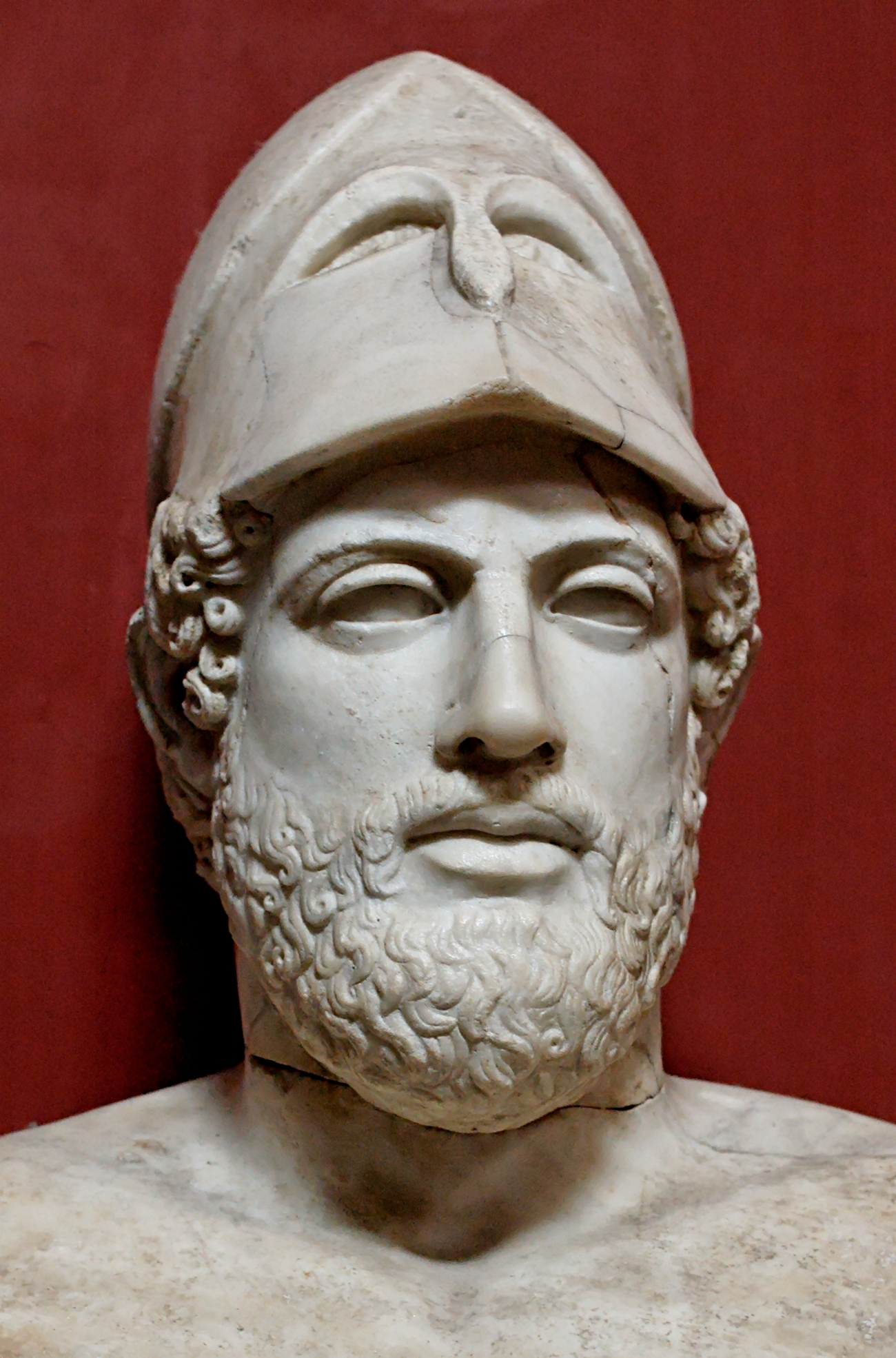
Pericle

Pericle, leader carismatico della fazione democratica, governò Atene per circa un trentennio, dal 461 al 429 a.C., portando la città al suo massimo splendore. Egli fece trasferire il tesoro della Lega delio-attica da Delo ad Atene, e trasformò il volto della città con un imponente piano di riforma architettonica (simbolo del potere dell'epoca sono gli edifici dell'Acropoli: il Partenone, l'Eretteo, i Propilei); inoltre, si intensificarono i rapporti con le altre città, attraverso alleanze e scambi commerciali. Fu proprio questo nuovo clima di pace a favorire l'affermarsi della sofistica, poiché permise ai sofisti, «maestri di virtù» itineranti, di spostarsi di città in città, seguendo le rotte commerciali. Visitando luoghi con tradizioni e ordinamenti politici differenti, talvolta varcando addirittura i confini dell'Ellade, essi iniziarono ad interrogarsi sul valore intrinseco delle leggi e della morale, giungendo ad un sostanziale relativismo etico che riconosceva il valore delle norme morali solo in relazione alle usanze della città in cui ci si trova ad operare: la stessa areté (virtù) da loro insegnata si riduceva all'insieme delle norme e delle convenzioni riconosciute valide dai cittadini, alle quali il retore si deve adeguare per avere successo e buona fama. Tuttavia, bisogna considerare che non erano considerati “cittadini” le donne, gli stranieri (meteci) e gli schiavi.
L'età di Pericle fu dunque al tempo stesso l'età dello splendore e della crisi della polis, poiché coincise con la crisi dei valori tradizionali, di cui i sofisti furono protagonisti; come scrive Mario Untersteiner, la sofistica è «l'espressione naturale di una coscienza nuova pronta ad avvertire quanto contraddittoria, e perciò tragica, sia la realtà». Il primo interesse dei sofisti è la rottura con la tradizione giuridica, sociale, culturale, religiosa, fatta di regole basate sulla forza dell'autorità e del mito (e per questo motivo sono talvolta guardati come "precursori dell'Illuminismo"), a cui veniva contrapposta una morale flessibile, basata sulla retorica. D'altra parte, la stessa retorica che essi insegnavano aveva un'enorme importanza per la vita civile nel regime democratico dell'epoca, il quale riconosceva a tutti i cittadini l'uguaglianza giuridica (isonomia) e la libertà di parola durante l'assemblea pubblica (parresia).
Il tramonto dell'aristocrazia segnò il tramonto di una mentalità ben definita nelle sue credenze, di un'epoca con le sue aspirazioni eroiche. Le eroiche lotte sostenute contro i Persiani, le nuove leggi e le nuove costituzioni, specialmente ad Atene, l'ascesa della democrazia espressione di nuove forze economico-sociali, il potenziamento delle energie produttive,  crearono un grande, spregiudicato senso di fiducia in se stessi, ma anche un clima di crisi spirituale. Nel pensiero dei sofisti si rispecchiano le esigenze delle àlacri classi borghesi, l'arrivismo degli uomini nuovi, l'irriverenza verso le tradizioni sacre ed il beffardo disprezzo del passato, le violente lotte fra città e città, la corsa sfrenata alle cariche politiche.

## I sofisti

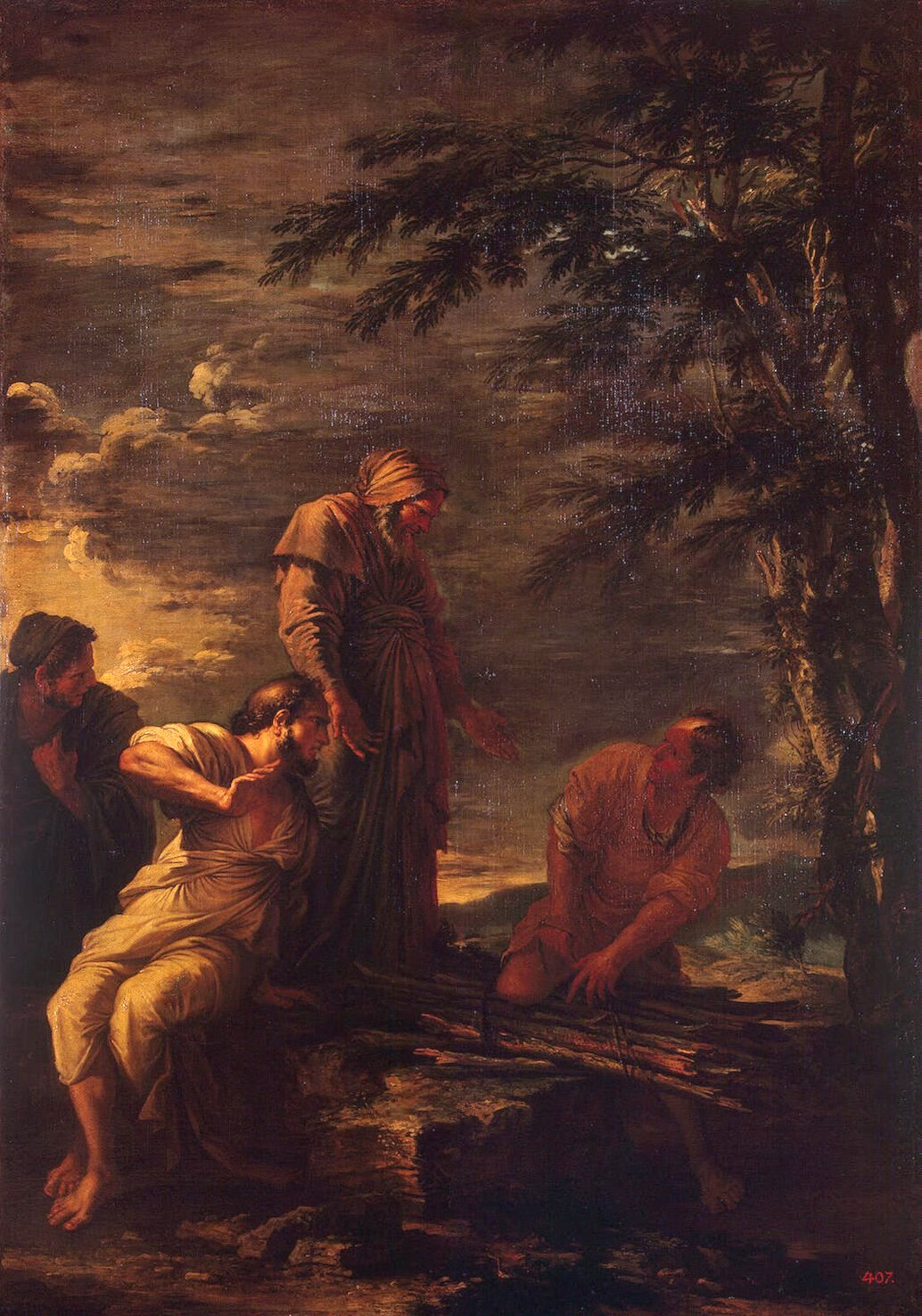
Salvator Rosa, Protagora e Democrito

I sofisti erano considerati maestri di virtù che si facevano pagare per i propri insegnamenti. Per questo motivo essi furono aspramente criticati dai loro contemporanei, soprattutto da Platone e Aristotele, ed erano offensivamente chiamati «prostituti della cultura».
Ironicamente, i sofisti furono i primi ad elaborare il concetto occidentale di cultura (paideia), intesa non come un insieme di conoscenze specialistiche, ma come "metodo di formazione" di un individuo nell'ambito di un popolo o di un contesto sociale.. Essi riscossero successo soprattutto presso i ceti altolocati.
La figura del sofista, come persona che si guadagna da vivere vendendo il proprio sapere,  si pone come precursore dell'educatore e dell'insegnante professionista. Argomento centrale del loro insegnamento è la retorica: mediante il potere persuasivo della parola essi insegnavano la morale, le leggi, le costituzioni politiche; il loro intento era di educare i giovani a diventare cittadini attivi, cioè avvocati o militanti politici e, per essere tali, oltre ad una buona preparazione, bisognava anche essere convincenti e saper padroneggiare le tecniche retoriche.
I sofisti, a differenza dei filosofi greci precedenti, non si interessano alla cosmologia e alla ricerca dell'archè originario, ma si concentrano sulla vita umana, diventando così i primi filosofi morali. Vengono distinte due generazioni di sofisti:
- Sofisti della prima generazione: Protagora, Gorgia, Prodico e Ippia
- Sofisti della seconda generazione: solitamente allievi dei primi, sono a loro volta distinguibili in:
  - Sofisti politici: Antifonte, Crizia, Trasimaco, Licofrone, Callicle, Alcidamante, Polo, l'Anonimo di Giamblico
  - Sofisti della physis, si interessano del rapporto natura-uomo, spesso conducendo studi naturalistici: Antifonte, (Ippia)
  - Eristi, portano all'esasperazione il metodo dialettico: Eutidemo e Dionisodoro, Eubulide di Mileto
  - Altri: Seniade di Corinto, forse l'anonimo autore dei Dissoi logoi

Stando alle fonti, pare che anche il filosofo Aristippo sia stato un sofista prima di incontrare Socrate e unirsi a lui; in particolare pare fosse allievo di Protagora e sappiamo per certo che diede lezioni di eloquenza a pagamento. A questo proposito si racconta un aneddoto: protagonisti sono Aristippo e il padre di un suo alunno, il quale, contestando il prezzo troppo alto della retta annuale, gli avrebbe detto: «Mille dracme? Ma io con mille dracme ci compro uno schiavo!», e Aristippo avrebbe risposto: «E tu compralo questo schiavo, così ne avrai due in casa, questo e tuo figlio!». A quanto pare Aristippo praticava tariffe differenziate in base alle capacità degli allievi, così che se uno di questi aveva la sfortuna di essere poco dotato la sua tariffa aumentava vertiginosamente, mentre se al contrario era particolarmente brillante e intuitivo la tariffa ammontava a poco più di 1 dracma, praticamente gratis.

## Caratteri generali della sofistica
La sofistica, come detto, fu un movimento disomogeneo, e ogni sofista differiva dagli altri per interessi e posizioni personali. Tuttavia, è possibile riconoscere in questi autori alcuni caratteri comuni.
- Centralità dell'uomo. I sofisti si interessarono prevalentemente di problematiche umane ed antropologiche, tanto che gli studiosi parlano di antropocentrismo sofistico. Essi approfondirono i temi legati alla vita dell'uomo, che venne analizzata soprattutto dal punto di vista gnoseologico (ciò che l'uomo può conoscere e ciò che non può conoscere), etico (ciò che è bene e ciò che è male) e politico (il problema dello Stato e della giustizia). L'essere umano veniva considerato a partire dalla sua condizione di individuo posto all'interno di una comunità, caratterizzata da determinati valori culturali, morali, religiosi e via dicendo. Essi insegnavano pertanto a osservare formalmente le leggi e le tradizioni della polis, così da diventare cittadini rispettati e di successo – quindi virtuosi.
- Rottura con la “fisiologia” presocratica. Come conseguenza del punto precedente, i sofisti in genere trascurarono le discipline naturalistiche e scientifiche, che invece erano state tenute in grande considerazione dai filosofi precedenti. Per questa ragione alcuni studiosi hanno definito "cosmologica" la filosofia precedente ed "umanistico" o "antropologico" il pensiero sofistico. In realtà, va precisato che tale generalizzazione è per certi versi limitativa, poiché ad essa fanno eccezione i casi di Ippia di Elide (che, mirando ad un sapere enciclopedico, coltivò studi inerenti a vari campi scientifici, tra cui matematica, geometria e astronomia) e Antifonte (il quale, studioso dei testi ippocratici, fu esperto di anatomia umana ed embriologia).
- Relativismo ed empirismo. I sofisti concepivano la verità come una forma di conoscenza sempre e comunque relativa al soggetto che la produce e al suo rapporto con l'esperienza. Non esiste un'unica verità, poiché essa si frantuma in una miriade di opinioni soggettive, le quali, proprio in quanto relative, finiscono per essere considerate comunque valide ed equivalenti: si parla pertanto di relativismo gnoseologico. Questo relativismo investe tutti gli ambiti della conoscenza, dall'etica alla politica, dalla religione alle scienze della natura.[18]
- Dialettica e retorica. Le tecniche dialettiche dell'argomentare (cioè dimostrare, attraverso passaggi logici rigorosi, la verità di una tesi) e del confutare (cioè dimostrare logicamente la falsità dell'antitesi, l'affermazione contraria alla tesi) erano già state utilizzate da Zenone all'interno della scuola eleatica, ma fu soprattutto con i sofisti che esse si affermarono e si affinarono. La dialettica divenne una disciplina filosofica essenziale e influenzò profondamente la retorica, ponendo l'accento sull'aspetto persuasivo dei discorsi, fino a scadere nell'eristica.[19]

Alla luce di tutto ciò, alcuni studiosi hanno voluto vedere nel movimento sofistico una sorta di “illuminismo greco” ante litteram, in quanto i miti e le credenze tradizionali vennero criticati e sostituiti con nozioni razionali: in altre parole la sofistica avrebbe in un certo senso anticipato alcuni motivi tipici di quel movimento culturale sviluppatosi in Europa nel XVIII secolo, l'Illuminismo appunto.

## L'insegnamento

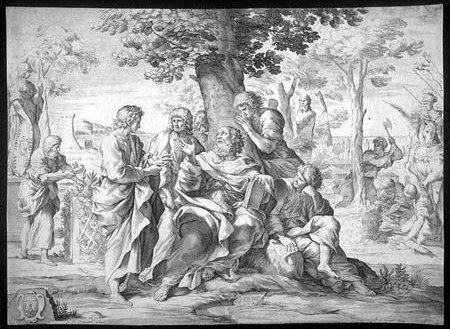
Johann Friedrich Greuter, "Socrate e i suoi studenti", XVII secolo. Nell'Atene del V secolo era costume che i maestri tenessero lezione all'aperto, in piazza o sotto i portici

Con la comparsa dei sofisti nascono nuovi luoghi deputati all'insegnamento: le case dei cittadini più ricchi, le palestre pubbliche e le piazze, le quali includevano dei portici in cui i maestri potevano passeggiare con i loro discepoli o sedere in banchi dove potevano discutere. In genere, la scelta del luogo in cui tenere lezione era legata al tipo di "sapienza" professata: Socrate, ad esempio, scelse la piazza pubblica per mostrare la sua disponibilità verso tutti i cittadini e il disinteresse per il denaro – e lo stesso faranno i cinici in epoca successiva – mentre gli accademici, i peripatetici e gli stoici preferiranno luoghi attrezzati con strumenti scientifici e biblioteche. D'altra parte, va ricordato ancora una volta che la sofistica non fu una scuola filosofica, bensì un movimento caratterizzato da un ampio e variegato dibattito interno.
Capisaldi dell'insegnamento sofistico sono:
- L'insegnabilità della virtù: essendo i sofisti "maestri di virtù", il loro insegnamento si basava sulle strategie per conseguirla, con fini eminentemente utilitaristici; non essendo infatti possibile conoscere il Bene in sé, l'educazione era volta a diffondere i valori più convenienti alla vita civile dell'individuo. Per questo motivo, essi si rivolsero non solo agli aristocratici, ma anche ai ceti emergenti che aspiravano al successo.[21]
- La retorica: i sofisti non furono degli scienziati, poiché non limitavano il campo del loro sapere ad una disciplina specifica; piuttosto, per loro era importante il metodo di comunicazione, e per apprenderlo erano previsti due momenti, la dialettica e l'eristica: la prima consiste nell'arte di saper argomentare, la seconda nel saper vincere in una discussione. Il loro insegnamento abbracciava molte tematiche, e oltre alla morale si occuparono di problemi di diritto, ponendo la questione dell'esistenza o meno del diritto naturale (physis) e del suo rapporto col diritto positivo (nomos).[22]

Per quanto riguarda le leggi e le norme i sofisti, spostandosi di città in città, si accorsero che ogni cultura ha diverse regole e leggi. Ciò fece sorgere in loro domande quali:
- Ci sono regole uguali per tutti?
In genere i sofisti propendono per il no, cioè per il relativismo etico.
- Vi è una cultura superiore alle altre?
Porre la domanda già equivale ad una critica delle tradizioni e ad una propensione per il relativismo culturale.

## La Seconda sofistica

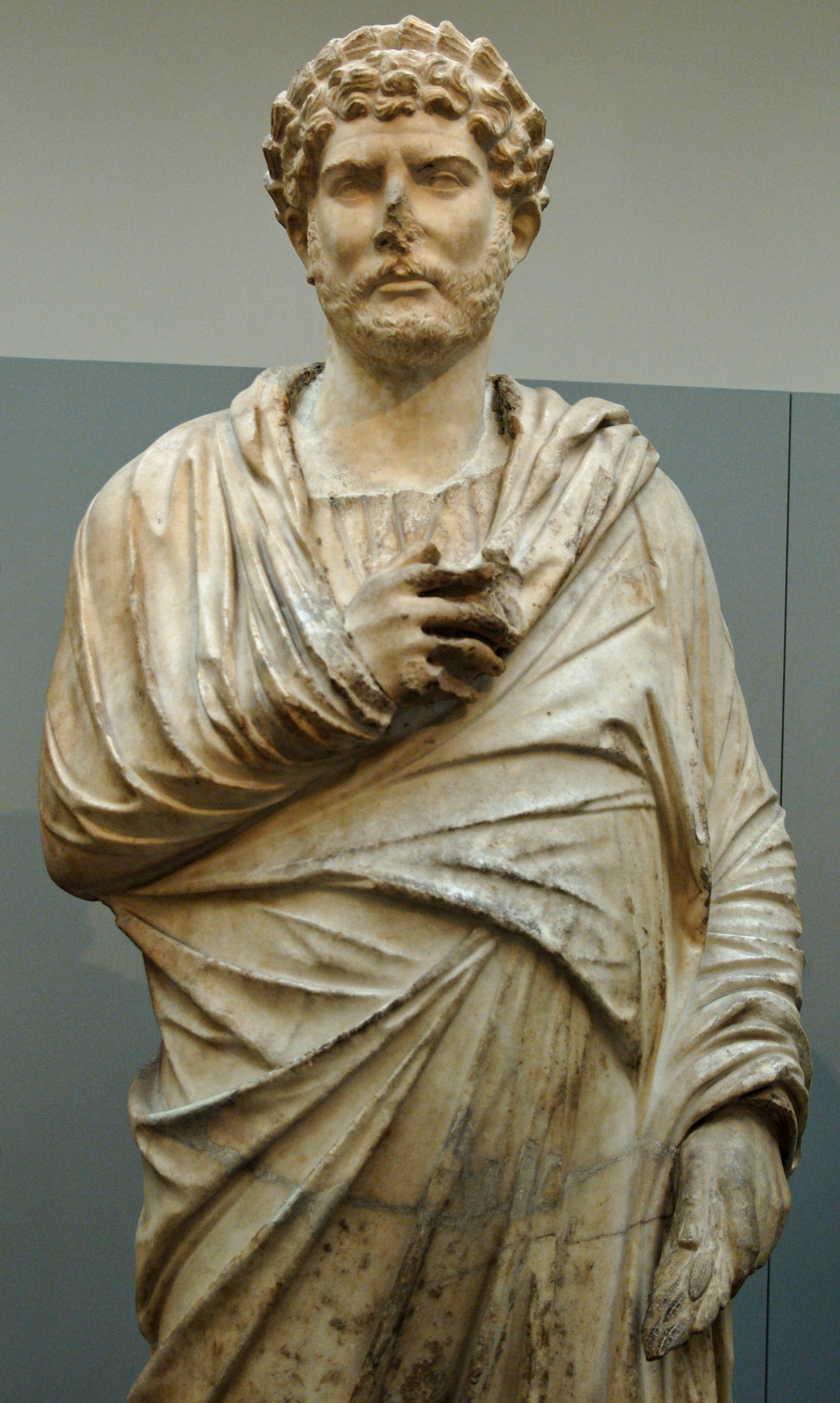
L'imperatore Adriano, in veste greca, offre un sacrificio ad Apollo (Londra, British Museum)

Dopo il successo del V secolo a.C., nel secolo successivo la sofistica vide un progressivo ridimensionamento della propria importanza, soprattutto a causa delle già menzionate critiche rivolte ai sofisti dai filosofi Platone e Aristotele, e dalle loro scuole. Tuttavia, a partire dall'inizio del II secolo d.C. (quindi a distanza di circa 400 anni) si assiste, in piena età imperiale, ad una rinascita della sofistica, grazie a un movimento filosofico-letterario definito da Filostrato Seconda sofistica (detta anche Nuova sofistica o Neosofistica, per differenziarla da quella antica). Diversamente dalla sofistica del V secolo, però, la Seconda sofistica abbandona i temi di interesse filosofico ed etico (come la divinità, la virtù e via dicendo), per occuparsi esclusivamente di oratoria e retorica. La Nuova sofistica si presenta così subito come un movimento di impronta essenzialmente letteraria, orientato allo studio e all'esercizio dell'oratoria e ben distante dall'impegno politico e culturale dei sofisti dell'età di Pericle. I nuovi sofisti mirano all'affermazione personale e al successo pubblico, cercando (eccetto che in rari casi) di ingraziarsi la simpatia e i favori dei potenti; la loro produzione letteraria, improntata alla ricercatezza stilistica secondo lo stile del cosiddetto asianesimo, spazia attraverso vari generi: dialoghi, trattati, opere satiriche, novelle, fino a ben più leggere opere di intrattenimento, brani in cui veniva ostentata la propria bravura retorica.
Tra i vari autori di lingua greca che rientrano in questo fenomeno letterario, i più importanti sono:
- Dione Crisostomo («dalla bocca d'oro»), vissuto tra I e II secolo, ricoprì varie cariche politiche e svolse la propria attività di retore e insegnante in Bitinia e a Roma, dove però fu condannato all'esilio;
- Erode Attico, tra i più importanti e rinomati, insegnante di retorica e amico dell'imperatore stoico Marco Aurelio, ricoprì vari incarichi nell'amministrazione pubblica romana, tra cui il consolato del 143;
- Elio Aristide, allievo di Erode Attico, famoso soprattutto per le opere di onirocritica e per la sua devozione al dio Asclepio;
- Luciano di Samosata, uomo vicino alla famiglia imperiale romana (dinastia degli Antonini), fu autore di vari scritti sui più disparati argomenti, nonché modello di purismo linguistico;
- Flavio Filostrato, membro di una famiglia di celebri retori e sofisti, fu tra i più potenti letterati alla corte dei Severi.

Lungi dal concludersi con la fine del II secolo, la Seconda sofistica perdurò ancora nei secoli successivi. Tratti tipici di questo movimento sono rintracciabili in autori greci del IV secolo come Imerio, Libanio, Temistio e Sinesio, per giungere infine alla Scuola di Gaza (V secolo).

### Edizioni dei frammenti
I frammenti e le testimonianze sui sofisti sono raccolti in Die Fragmente der Vorsokratiker, a cura di Hermann Diels e Walther Kranz (19526). In traduzione italiana sono consultabili:
- I sofisti. Testimonianze e frammenti, a cura di M. Untersteiner e A.M. Battegazore, Firenze, La Nuova Italia, 1949-1962 (nuova edizione: Milano, Bompiani 2009, con introduzione di G. Reale).
- I presocratici.Testimonianze e frammenti, a cura di G. Giannantoni, Roma-Bari: Laterza 1979.
- I presocratici. Prima traduzione integrale con testi originali a fronte delle testimonianze e dei frammenti di Hermann Diels e Walther Kranz, a cura di Giovanni Reale, Milano, Bompiani, 2006.
- I sofisti, a cura di M. Bonazzi, pref. di F. Trabattoni, Milano, BUR, 2007.